# Шинарпоси
Шинарпо́си (чув. Шăнарпуç) — деревня в Красноармейском районе Чувашской Республики.

## География
Находится в северной части Чувашии, на расстоянии приблизительно 7 км на север по прямой от районного центра села Красноармейское.

## История
Известна с 1859 года как околоток деревни Бибарсова (ныне не существует) с 157 жителями. В 1906 году было учтено 56 дворов, 283 жителя, в 1926 — 56 дворов, 255 жителей, в 1939—298 жителей, в 1979—205. В 2002 году было 47 дворов, в 2010 — 38 домохозяйств. В 1931 образован колхоз «Унга». До 2021 года входила в состав Чадукасинского сельского поселения до его упразднения.

## Население
Постоянное население составляло 99 человек (чуваши 99 %) в 2002 году, 83 в 2010.